# Ось прийде кіт
Ось прийде кіт (чеськ. Až přijde kocour) — кольоровий чехословацький фільм 1963 року режисера Войтеха Ясни.

## Сюжет
Дія фільму розгортається в маленькому чехословацькому містечку, який занурений в глибокий застій. Тут панують бюрократія і лицемірство; єдина світла пляма — шкільний учитель Роберт. Щоб пробудити в своїх учнях фантазію, він запрошує на урок доглядача міської вежі Оливу, який розповідає дітям про чарівного кота з бродячого цирку. Несподівано в містечко приїжджають бродячі артисти, про яких розповідав Олива — фокусник з асистенткою Діаною і котом в затемнених окулярах. Після вистави Діана знімає з кота окуляри, і під його поглядом люди забарвлюються в різні кольори: брехуни — у фіолетовий, шахраї — у сірий, закохані — у червоний, невірні — у жовтий і так далі. Потім кіт зникає, а в містечку починається метушня…

## У ролях
- Ян Веріх — фокусник / Олива
- Емілія Вашаріова — Діана
- Властіміл Бродський — Роберт, вчитель
- Їржі Совак — Карел, директор школи
- Владімір Меншик — шкільний сторож
- Їржіна Богдалова — Юлія, секретарка директора
- Карел Еффа — Янек, кооператор
- Власта Храмостова — Мар'янка
- Алена Кройцманова — пліткарка
- Стелла Зазворкова — Ружена, дружина директора
- Ярослав Мареш — завідувач рестораном
- Яна Веріхова — дружина завідувача рестораном
- Ладіслав Фіалка — злодій
- Карел Вртішка — мельник
- Вацлав Бабка — поліцейський

## Нагороди
- 1963 — на XVI кінофестивалі в Каннах фільм отримав Спеціальний приз журі та інші нагороди.